# Sulvanite
Ne doit pas être confondu avec Sylvanite.
La sulvanite est un minéral composé de sulfure de cuivre et de vanadium de formule Cu3VS4.
La sulvanite cristallise dans le système cristallin cubique, groupe d'espace {\displaystyle P{\bar {4}}3m}, dureté 3½. Sa structure est dérivée de celle de la sphalérite, comme celle de la cubanite est dérivée de celle de la wurtzite : le cuivre occupe 75 % d'un type de cavité tétraédrique, le vanadium 25 % de l'autre type. Les tétraèdres centrés sur le cuivre partagent des arêtes avec ceux centrés sur le vanadium.
La sulvanite se trouve comme sulfure primaire dans les gîtes hydrothermaux de cuivre qui contiennent du vanadium. Elle forme une série avec l'arsénosulvanite.